# Ai Xuan
Ai Xuan (chinesisch 艾軒 / 艾轩, Pinyin Ài Xuān, * 11. November 1947 in Jinhua, Provinz Zhejiang) ist ein chinesischer Maler. Seine bevorzugten Sujets sind Nomaden und ihre Kinder in der winterlichen tibetischen Landschaft. Kunstkritiker rechnen ihn dem chinesischen Neo-Realismus zu.
1967 schloss er die Vorbereitungsschule der Pekinger Akademie der Künste ab. 1969 musste er während der Kulturrevolution Landarbeit in Tibet leisten. Ab 1973 konnte er als Maler in Chengdu arbeiten. Er gewann mehrere Preise. Ab 1984 war er als Dozent an der Kunstakademie von Peking. 1987 kam er für ein Austauschjahr als Dozent an die University of Oklahoma. In diesem Jahr hatte er eine Einzelausstellung in New York und lernte zahlreiche westliche Kollegen kennen. Heute lebt Ai in Peking und ist Mitglied der China Artists Association.
Ai Xuan ist Sohn des bedeutenden Dichters Ai Qing und Halbbruder des Künstlers Ai Weiwei.
Auf dem Kunstmarkt erzielen seine Bilder Rekordpreise bis 407.000 US-Dollar; sie gehören zu den teuersten Bildern lebender Künstler.